# Étude transversale
 (novembre 2022).

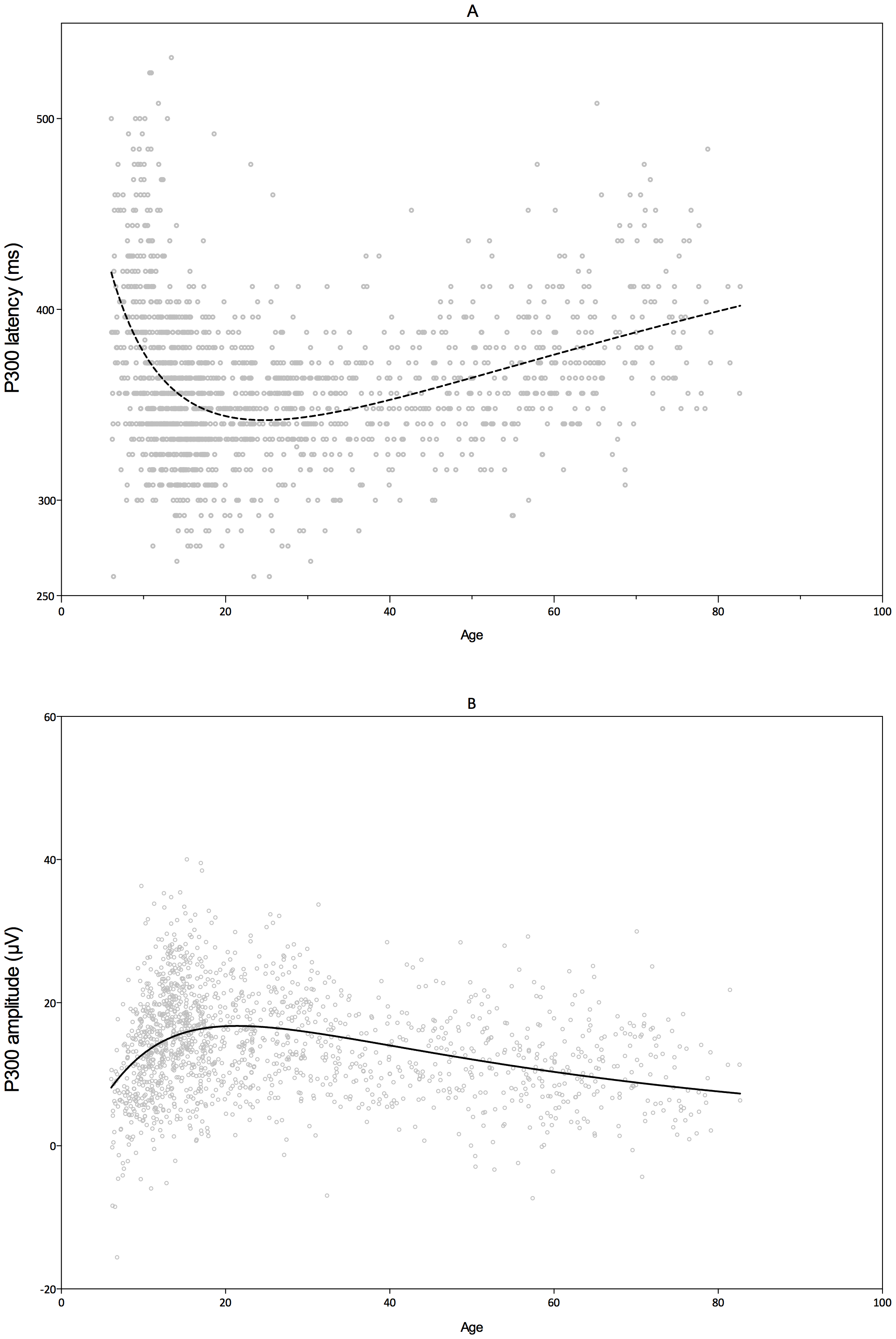
Diagramme obtenu à partir d'une étude transversale.

Une étude transversale constitue une classe de méthode de recherche qui concerne l'observation d'une population dans sa globalité (ou d'un échantillon représentatif), à un instant donné dans le temps.
Elle opère ainsi une coupe transversale de la population étudiée, et est fréquemment utilisée pour mesurer l’exposition et la morbidité d'une pathologie de façon ponctuelle.
L’étude transversale permet aussi de calculer la prévalence de la maladie. 
Parmi ses avantages, on peut citer : un faible coût de réalisation, une courte durée de réalisation, un établissement correct de la prévalence.
Concernant ses inconvénients, on peut citer l’incapacité d’établir la fréquence des évènements et de manipuler les variables indépendantes.